# آندرس لیندگارد
آندرس روزنکرانتس لیندگارد (به دانمارکی: Anders Rosenkrantz Lindegaard)‏ (متولد ۱۳ آوریل ۱۹۸۴) بازیکن سابق فوتبال دانمارکی است که در پست دروازه‌بان بازی می کرد.

## سوابق باشگاهی

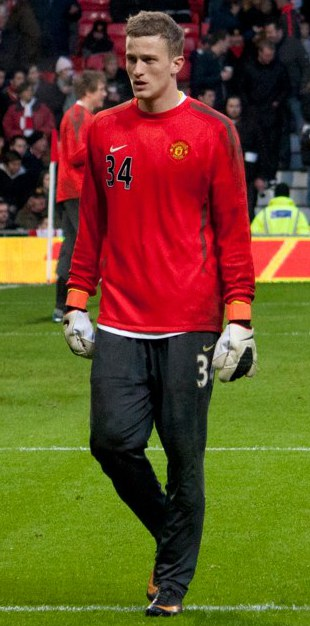
تصویری از آندرس لیندگارد

### اودنسه
لیندگارد بازی خود را از تیم اودنسه آغاز کرد. اولین بازی او در رقابت‌های یوفا در ۳۰ نوامبر ۲۰۰۹ بود که به برد ۴–۳ برابر تیم رابوتنیکی منجر شد. با این وجود با آمدن روی کارول به این تیم لیندگارد مجبور به ترک تیم شد.

### السوند
در سال ۲۰۰۹ لیندگارد به صورت قرضی به تیم نروژی السوند ملحق شد و مدتی بعد با این تیم قرار داد بلند مدت امضا کرد. از اوایل نوامبر ۲۰۱۰ لیندگارد تبدیل به یکی از اهداف خرید تیم فوتبال منچستر یونایتد شد. با این وجود پیتر اشمایکل دروازبان اسبق این تیم عنوان کرد که لینگارد هنوز آمادگی حضور مستمر در لیگ برتر انگلستان را ندارد. در ۲۳ نوامبر سر الکس فرگوسن مربی منچستر یونایتد در مصاحبه‌ای اظهار داشت که انتظار دارد طی دو تا سه هفته آینده پروسه انتقال این بازیکن به منچستر یونایتد کامل شود.

### منچستر یونایتد
در ۲۷ نوامبر ۲۰۱۰ لیندگارد با قرار دادی سه سال و نیمه که مبلغ آن اعلام نشد به عضویت منچستر یونایتد درآمد.

## سوابق ملی
لیندگارد برای تیم زیر ۱۹ و زیر ۲۰ ساله‌های دانمارک بازی کرده‌است و سابقه بازی برای تیم ملی بزرگسالان را نیز دارد. اولین بازی ملی او دربرابر ایسلند و در مرحله انتخابی بازی‌های یورو در ۷ سپتامبر ۲۰۱۰ بود که به برد ۱–۰ دانمارک منجر شد.